# Jehan de Launay
 (avril 2010).
Si vous disposez d'ouvrages ou d'articles de référence ou si vous connaissez des sites web de qualité traitant du thème abordé ici, merci de compléter l'article en donnant les références utiles à sa vérifiabilité et en les liant à la section « Notes et références ».
Pour les articles homonymes, voir Launay.
Pour le prêtre du XVIIe siècle, voir Jean de Launoy.
Pour le Résistant français, voir Jehan de Launoy.
Jehan de Launay ou de Launoit est un homme de guerre du XIVe siècle. Capitaine de la châtellenie de Courtrai en 1380, il devient capitaine des Gantois rebelles en 1381 lors de la révolte des chaperons blancs mouvement de révolte contemporain et parallèle à celle des paysans (1381) dont le meneur Wat Tyler mourut également en 1381.

## Biographie
À la tête de plusieurs milliers d'hommes avec Rasse de Herselle, il pille les bourgades de Gâvres et d'Audenarde. Le comte d'Enghien fut envoyé pour le combattre. Launay et Herselle et les autres meneurs de la révolte, après avoir brûlé les faubourgs de Courtrai, sont battus à quatre contre un le 13 mai 1381 à la bataille de Nevele (près de Gand) par le comte Louis II de Flandre. D'après le chroniqueur Jean Froissart, seule source connue sur eux, voyant la défaite Jehan de Launoit et Rasse de Herselle se réfugient à l'église de Nevele. Après la mort de Herselle, défendant la porte, le comte de Flandre fait ordonner de brûler l'église où Jehan de Launay s'est réfugié dans le clocher. Le feu étant monté aux toitures, plusieurs des rebelles meurent brûlés vifs. Voyant le clocher atteint à son tour par les flammes, il propose de donner son argent contre sa vie sauve. Les assaillants rient de lui en disant : « Jehan, Jehan, venés cha par ces fenestres parler à nous et nous vous requellerons. Faites le biau saut enssi que vous avés euwan fait saillir les nostres, il vous convient faire che saut » (Jean, passez par la fenêtre et nous vous recueillerons, faites le grand saut, comme vous avez obligé les nôtres à le faire). Il saute, préférant être tué que brûlé. Finalement, il est percé de toutes parts, puis repoussé dans le brasier. Des six mille hommes environ qu'il avait menés de Gand avec son compagnon, il n'est resta qu'environ trois cents, d'après le même Froissart.
Après cette bataille, Philippe van Artevelde devient le nouveau capitaine des Chaperons blancs. Les troubles de Flandre cesseront après la Bataille de Roosebeke, où il trouve à son tour la mort le 27 novembre 1382.
Cet article sur Jehan de Launay (alias Launoy, Launoi, Launoit, Lannais, Lannay, Lasne ou Van der Elst) comprend également ci-dessous plusieurs hypothèses liées à sa descendance supposée, conséquence d'une légende sur son éventuelle survie après 1381. Quant à l'appartenance du personnage à la famille de Launay  de Flandre, famille flamande de Launay ou Launoy, elle est des plus suspecte. Rasse de Harselle, son compagnon d'infortune était issu de la famille noble de Liedekerke. Contrairement à ce dernier, que Jean Froissart qualifie de « fils de seigneur et de dame », Jehan de Launay n'est pas dit issu d'une telle famille ni qualifié d'écuyer ou de chevalier. Il est peu probable qu'il soit issu d'une famille noble, bien qu'il soit qualifié par Froissart de capitaine de la châtellenie de Courtrai.

## Légende survivantiste
Bien que la mort de Jehan de Launay survînt le 13 mai 1381 d'après les Chroniques de Froissart, le chroniqueur Jacques de Meyere (Jacobus Meyerus) dans ses Annales de Flandre, affirme, en s'inspirant d'une source selon laquelle il ne serait pas mort dans le bûcher et qu'on peut qualifier de légendaire, que Jehan de Launay aurait survécu au cours des combats, et aurait été banni (Jacques Meyer dans ses Annales rerum flandricarum (Annales de Flandre) Anvers, 1561, fo1. 178). 
Les hypothèses se fondent sur la confusion entre les deux personnages suivants : Jehan de Launay, rebelle gantois qui aurait survécu aux flammes de l'église de Nevele en 1381, et Jehan Lasne, capitaine de Neufchâtel-en-Bray mort vers 1414. 

### Bannissement en Normandie
Après cette défaite et sa mort à Névèle en 1381, version qui reste la plus probable si l'on considère comme fiable la source que constituent les Chroniques de Froissart, il se serait réfugié en Normandie dans le pays de Bray sur les terres de sa grand-mère maternelle supposée Jeanne de Calletot pour se ranger du côté du roi d'Angleterre. Il faut pour cela considérer que Jehan Lasne (ex-Jehan de Launoy), mort vers 1414, serait le fils de Mathieu de Launay et d'une demoiselle inconnue de la Maison de Montmorency, et partant le petit-fils de Jean de Launay, seigneur de Lannay et Thieusies, baron de Rumes, Grand bailli du Hainaut et Marie d'Enghien, apparentée d'ailleurs au comte d'Enghien, commandant de l'ost qui mena à la bataille de Nevele. Cette probable ascendance n'est cependant pas établie avec certitude, puisque l'ascendance Montmorency est elle aussi incertaine.
Toutefois, si on essaye de comprendre ainsi la raison de son refuge à Neufchâtel, on peut imaginer que sa sécurité aurait été plus assurée près de la famille de Calletot, laquelle possédait des seigneuries dans le pays de Bray (cela reste une thèse).

### Généalogie Lesne de Molaing (1878)

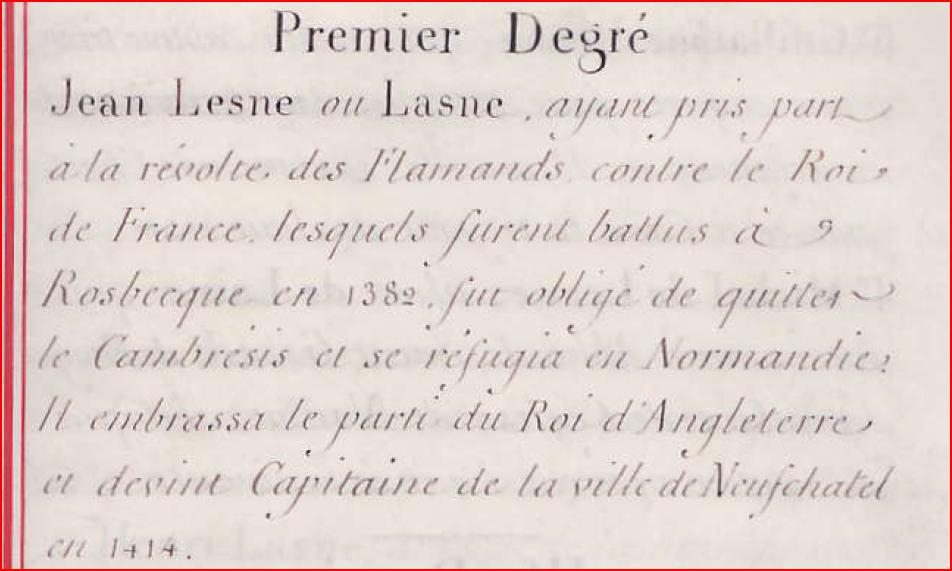
Extrait de la notice Lesne de Molaing donnant au premier degré le nom de Jehan Lasne officiant comme capitaine de Neufchâtel en Bray en 1414. C'est le seul document qui permet de connaître l'existence de ce personnage présent à Neufchâtel-en-Bray.

Cette première hypothèse s'appuie notamment sur une notice généalogique restée inaperçue et consignée dans des archives de famille Lesne de Molaing, éteinte en 1999, relative à sa propre généalogie, et dont la première génération est représentée par Jean Lesne en ces termes : « Jean Lesne ou Lasne, ayant pris part à la révolte des Flamands contre le Roi de France, lesquels furent battus à la bataille de Rosbecque en 1382, fut obligé de quitter le Cambrésis et se réfugia en Normandie. Il embrassa le parti du Roy d'Angleterre et devint Capitaine de la ville Neufchâtel en 1414 ». Compte tenu de sa date tardive (1878), cette notice généalogique ne permet pas d'identifier authentiquement ce personnage comme étant Jehan de Launay. 
Cependant, ce même document décline ensuite une généalogie descendante relative aux branches Lasne, Lesne et Laisné. Les premières générations issues de Jehan Lesne ou Lasne sont partiellement corroborées par des documents transcrits dans les manuscrits de Dom Lenoir (1721-1792) . En revanche, les filiations ne sont pas prouvées là non plus.
La notice Lesne de Molaing rapporte aussi des informations relatives à l'origine familiale : « Des traditions de familles jointes à des présomptions basées sur des rapprochements historiques permettent de supposer que la famille Lesne de Molaing aurait eu pour auteur un cadet de l'antique et illustre Maison d'Esne issue elle-même d'un cadet de la puissante famille de Landas qui fournit les premiers comtes de Hainaut et les comtes de Montfort d'Evreux ». 

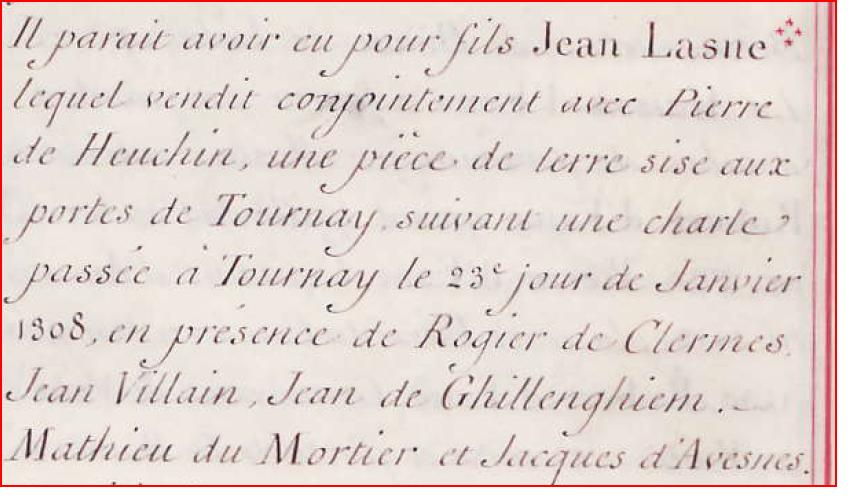
Extrait de la notice Lesne de Molaing communiquant le nom des vendeurs Jehan Lasne et Pierre de Heuchin assistés des témoins tous ayant un lien direct ou indirect avec la famille de Launay des seigneurs de Lannay.

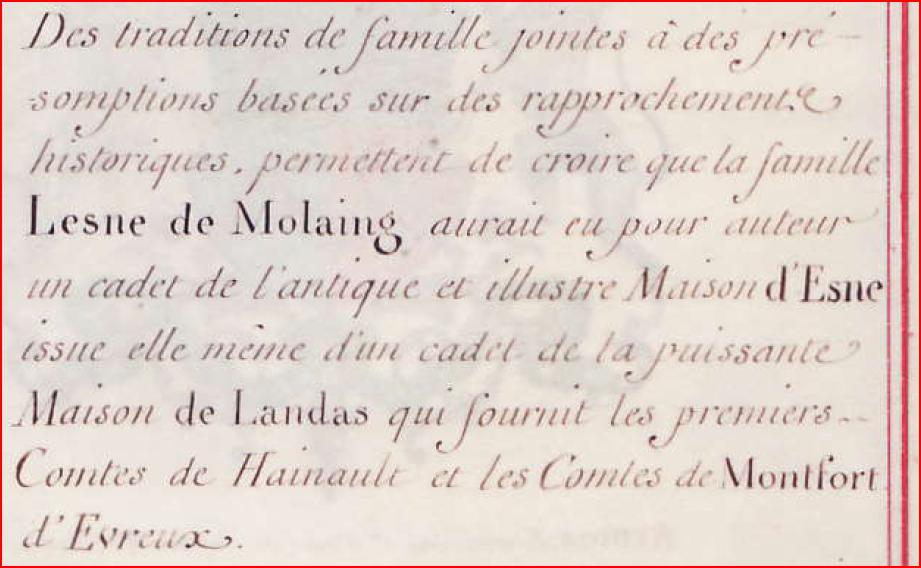
Extrait de la notice Lesne de Molaing se rapportant à la tradition de famille qui permettrait de croire que les Lesne de Molaing soient issus de la Maison de Landas.

En outre, cette même notice indique l'existence d'une charte appartenant aux descendants des Lesne de Molaing concernant la vente d'une terre aux portes de Tournay le 23 juin 1308. La vente est réalisée par un autre Jean Lasne et Pierre de Heuchin, en présence de Rogier de Clermès, Jean Villain, Jean de Ghillenghien, Mathieu du Mortier et Jacques d'Avesnes. Les trois tomes Notices généalogiques tournaisiennes déclinent les généalogies des familles de ces témoins, ainsi que les alliances. Il s'avère que tous ces personnages ont un lien direct ou indirect avec une famille de Launay, seigneurs de Lannay. Les familles de Clermès et Villain possédaient des fiefs à Rumes, baronnie qui sera aux mains des Launay. Quant à l'information relative aux Landas, il est étonnant de découvrir que le blason des Launay est relevé de celui des Landas de la branche cadette depuis le mariage d'Olivier de Launay avec Marie de Landas, dame de Gruson et Fontaine. Les Launay avaient aussi pour cri de guerre « Landas » (Casimir de Sars de Solmon).
Il ne faut donc pas occulter l'existence d'un Jehan Lasne, capitaine de Neufchâtel au début du XVe siècle qui serait tout autre que Jehan de Launay, dont l'éventuelle survie ne repose, rappelons-le, sur une simple légende familiale consignée dans la notice généalogique des Lesne de Molaing (1878). Certes, le fait que Jehan Lasne, était capitaine de Neufchâtel-en-Bray peut laisser croire qu'il appartiendrait à une famille noble.  En revanche, bien que cette notice généalogique des Lesne de Molaing ne cite jamais nommément le nom « de Launay », ce sont les indications complémentaires y contenues qui peuvent nous orienter vers une famille du nom Launay.
Il faut aussi préciser que nous sommes en présence d'une particularité patronymique concernant ce nom de famille puisque dans les archives relatives à la paroisse de Berlaimont pour une autre famille de Launay, l'orthographe varie en Lasne, Lausne, Lanne, Lenne, Lesne sans notation d'un accent final. Cette particularité phonique a donc pu faire naître la confusion chez les généalogistes.
Considérant ces éléments, qui ne peuvent être les écrits d'un faussaire du XIXe siècle, lequel n'avait pas eu la possibilité de faire la relation que la famille Lasne ou Lesne pourrait être confondue avec celle de Launay, ou bien d'avoir accès aux archives de Dom Lenoir, peut-on considérer que le Jehan Lasne (de la notice Lesne de Molaing) est bien le Jehan de Launay des chroniques de Froissart ? En dehors de la proximité des patronymes (Lasne et Launay) et des lieux (Flandre occidentale), on ne peut rester que sur des suppositions.

### Fausse généalogie des Launay (XVIIesiècle)
Notons toutefois que les faussaires Pierre-Albert et Jean de Launay (exécuté en 1687) ont collecté grand nombre d'informations pour établir une généalogie qui mêle le vrai du faux, rapportent la présence d'un rebelle dans cette généalogie comme fils de Jean de Launay, grand bailli du Hainaut et Marie d'Enghien (ce qui est déjà faux chronologiquement)  dont le rôle exact est précisé en ces termes dans cette généalogie de la Maison de Launay établie par Jean et Pierre-Albert de Launay : « Jehan de Launay fut chef ou capitaine des gantois rebelles dits les blanc aprons contre Louis dit de Maele comte de Flandres qui le fit bruler tout vif en la tour de l'église de Nevele près de Gand, ou il s'étaient retiré pour combattre ses gens l'an 1381 » . Cette information mène directement vers le chroniqueur du Moyen Âge Jean Froissart.
Par ailleurs, on notera parmi la descendance de Jehan Lasne, Jeanne de Lasne, dame de Saint-Saire qui se marie avec Robert de Calletot. C'est ainsi que la seigneurie de Saint-Saire passe aux Boulainvilliers[réf. nécessaire].

### Homonyme
Il existe une autre hypothèse qui fait de Jehan de Launay un bourgeois de Gand et homme de métier, avant de devenir un milicien qui fut l'un des chefs de ce mouvement de révolte plébéienne qui eut tour à tour pour meneurs Jean Hyoens, ancien doyen des bateliers gantois, puis Jean Bruneel, Pierre van den Bossche, Rase van Herseele, capitaine de Gand (de la Maison de Liedekerke), Jehan de Launay, Pierre Dewinter. 
Le nom de Launay et ses diverses variantes, est porté par de nombreuses familles d'origines diverses, nobles, bourgeoises ou paysannes. P.A. du CHASTEL de LA HOWARDRIES-NEUVIREUIL a établi différentes variantes de ce nom LAUNAY dans sa notice dédiée à cette famille. 
Il aurait existé suivant certaines sources un autre Jehan de Launay, échevin de Gand, qui se confond parfois avec le révolté gantois. Froissart cite dans ses chroniques Jehan de Launay, capitaine de Courtrai, avant qu'il ne se rallie à Rasse de Harselle, capitaine de Gand. Suivant Froissart, Jehan de Launay est mort à Nevele, tombé du clocher, puis percé de toutes parts, puis rejeté dans le bucher. 

### Froissart est-il fiable?
Dans ses annales de Flandre Annales rerum flandricarum (fo1. 178 r) Anvers, 1561, Jacques Meyer affirme qu'il y eut 6000 Gantois morts sur le champ de bataille. Il explique aussi que vivant après le combat, Jehan de Launay fut banni, tandis que bon nombre de Gantois qui avaient survécu furent exécutés.
Cette thèse est plausible puisque la descendance de la branche Lesne de Molaing détenait en 1999 des papiers de famille en rapport avec les Launay du Tournaisis, notamment une charte du 21 janvier 1308 concernant la vente d'un terrain à Tournai par Jean Lasne (variante du nom Launay) et Pierre de Heuchin en présence de plusieurs témoins, tous ayant un rapport avec la famille de Launay.
On peut se demander, si l'on suit cette piste, dans quelle mesure les Chroniques de Froissart sont une source historique fiable.[réf. souhaitée]